# 마장중학교 (서울)
마장중학교(馬場中學校)는 대한민국 서울특별시 성동구 마장동에 있는 공립 중학교이다.

## 학교 연혁
- 2005년 1월 5일 : 마장중학교 설립인가
- 2005년 3월 1일 : 초대 박종화 교장 취임
- 2005년 3월 2일 : 제1회 입학식
- 2008년 2월 15일 : 제1회 졸업식
- 2009년 3월 2일 : 진로교육 연구시범학교(2009~2010)
- 2022년 3월 2일 : 제6대 홍순옥 교장 취임

## 참고 자료
- 마장중학교 - 한국교육학술정보원 학교알리미